# Lepilemur ankaranensis
Lepilemur ankaranensis (лат.) — вид млекопитающих из семейства тонкотелых лемуров (Lepilemuridae). Эндемик Мадагаскара.

## История систематики
Ранее включался в состав вида Lepilemur septentrionalis, впоследствии этот вид был разделён на несколько.

## Описание
Один из самых маленьких лепилемуров, общая длина составляет около 53 см, включая хвост длиной 25 см. Средний вес взрослой особи около 750 грамм.

## Распространение
Вид распространён в северном Мадагаскаре в лесах заповедников Анканара, Андрафиамена и Аналамерана на высотах до 1500 м над уровнем моря. В провинции Адрафиамена cимпатричен виду Lepilemur milanoii. Общая площадь ареала составляет 1880 км2.

## Взаимодействие с человеком
Международный союз охраны природы присвоил этому виду охранный статус «Вымирающие виды». Вид является объектом охоты ради мяса и страдает от уничтожения среды обитания для нужд сельского хозяйства.